# 제이니
제이니(본명: 변승미, 1998년 12월 14일 ~ )는 대한민국의 전직 가수, 배우이다. 지금 현재는 2018년 은퇴하고 평범한 삶으로 돌아갔다.

## 학력
- 한림연예예술고등학교 실용음악과 (졸업)

## 연기 활동

### 드라마
- 2013년 MBC 수목드라마 〈여왕의 교실〉 ... 황수진 역
- 2015년 KBS2 금토드라마 〈프로듀사〉 ... 지니 역

### 영화
- 2006년 《RAINBOW OR BLACK》 ... 소녀 역

## 방송 활동
- 2010년 SBS 놀라운 대회 스타킹
- 2012년 KBS 내 생애 마지막 오디션
- 2016년 Mnet 언프리티 랩스타 3

## 수상 내역
- 2006년 제4회 오션스카이 모델 선발대회 대상
- 2006년 제7회 아역탤런트,TV광고모델선발대회 대상
- 2007년 제1회 BBQ 올리브 모델 선발대회 본상